# Klára Ungár
Klára Ungár (maďarsky Ungár Klára; * 14. srpna 1958, Budapešť) je maďarská ekonomka, LGBT aktivistka, politička a bývalá poslankyně parlamentu za strany Fidesz a SZDSZ.

## Raná léta
Narodila se roku 1958 V Budapešti do rodiny prominentního důstojníka komunistické tajné policie (ÁVH) a velitele dělnické stráže (maďarská obdboba Lidových milicí) Lajose Ungára a rentgenové asistentky Marianny Hajdu.
V roce 1976 odmaturovala na Arany János Általános Iskola és Gimnázium v Budapešti, poté nastoupila na Marx Károly Közgazdaságtudományi Egyetem (dnes Budapesti Corvinus Egyetem), kde roku 1981 získala diplom z ekonomie.

## Politická kariéra
V říjnu 1988 se přidala ke Svazu mladých demokratů (Fidesz), za který byla v prvních svobodných parlamentních volbách na jaře 1990 zvolena poslankyní Zemského sněmu. Na podzim 1990 byla v komunálních volbách neúspěšnou kandidátkou Fideszu na post primátora hlavního města Budapešti.
V listopadu 1993 však stranu Fidesz opustila a přešla do Svazu svobodných demokratů (SZDSZ), za který byla v parlamentních volbách v roce 1994 zvolena podruhé poslankyní parlamentu. SZDSZ opustila v roce 2009.
Poté založila stranu Szabad Emberek Magyarországért – Liberális Párt (SZEMA) a stala se její první předsedkyní. Jelikož však strana pro nezájem maďarské veřejnosti nedokázala ve dvou parlamentních volbách (2010, 2014) postavit žádného kandidáta, byla soudem v roce 2015 rozpuštěna a nadále funguje pouze jako občanské sdružení.
V květnu 2015 zveřejnila prostřednictvím svěho profilu na Facebooku tvrzení, že pravicový politik Máté Kocsis (Fidesz) je teplý, ale svou sexuální orientaci nepřijal. Kocsis kontroval komentářem Nejsem buzerant! a Kláru Ungár zažaloval. Prvoinstanční soud mu dal za pravdu, soud v druhé instanci sice uznal, že výrok je nepravdivý, ale žalobu odmítl, jelikož žalující strana nedoložila, jak byla tímto výrokem poškozena.

## Soukromý život
V roce 1981 se provdala, jejím manželem se stal László Váradi a měli spolu syna Dávida (* 1982).
Jejím synovcem je miliardář, LGBT aktivista a politik Péter Ungár (* 1991). Neteří je veřejně známá právnička a milionářka Anna Ungár (* 1981).
Jako první maďarská politička veřejně proklamovala svou lesbickou orientaci.